# Java 5.0
Java從5.0版本開始，加入許多新特性，是Java歷史中修改最大的版本，許多特點模仿自C#，因而被認為是為了與C#對抗。

## 新的特性[1]

### 自動裝箱／拆箱（Auto-Boxing/Unboxing）
将Java中8个基本类型实现自动对象化和值化转换，通过编译器自动完成相关转换代码的生成。
沒有自動裝箱／拆箱：
```
 
int
 
int1
 
=
 
1
;

 
Integer
 
integer2
 
=
 
new
 
Integer
(
int1
);

 
int
 
int3
 
=
 
integer2
.
intValue
();

```

有自動裝箱／拆箱：
```
 
int
 
int1
 
=
 
1
;

 
Integer
 
integer2
 
=
 
int1
;
     
// 自動裝箱 

 
int
 
int3
 
=
 
integer2
;
         
// 自動拆箱

```

实际上将相关字节码反编译后，会还原出其隐式调用的转换方法：
```
 
int
 
int1
 
=
 
1
;

 
Integer
 
integer2
 
=
 
Integer
.
valueOf
(
int1
);
     
// 自動裝箱的本质，通过调用valueOf将值对象化

 
int
 
int3
 
=
 
integer2
.
intValue
();
               
// 自動拆箱的本质，通过调用xxxValue将对象值化

```

自動裝箱的新功能，可能是從C#語言身上學習來的，Java已經越來越像C#。然而Java對自動裝箱／拆箱的支援，僅是利用編譯器實現，在Java Bytecode中，並無自動裝箱／拆箱的操作碼（opcode）。

### 泛型（Generic Types）
泛型就像是C++的模板。原有的Collection API加上泛型支援後，增加對型別的檢查，減少程式錯誤的機會。
沒有泛型：
```
 
HashMap
 
hm
 
=
 
new
 
HashMap
();

 
int
 
i
=
1
;

 
String
 
tt
=
"test"
;

 
hm
.
put
(
new
 
Integer
(
i
),
 
tt
);

```

使用Generic：
```
 
HashMap
 
<
Integer
,
 
String
>
hm
 
=
 
new
 
HashMap
<
Integer
,
 
String
>
();

 
int
 
i
=
1
;

 
String
 
tt
 
=
 
"test"
;

 
hm
.
put
(
i
,
 
tt
);
      
// 在這裏對int自動裝箱成Integer，也使用了參數的型別檢查

```

### 注解（Annotation）
Annotation全名是Program Annotation Facility，是Java SE 5.0的新功能。Java的Annotation類似於.NET的屬性（Attribute）。Java的注解是一種接口（interface），繼承自java.lang.annotation.Annotation。Class File則貼上ACC_ANNOTATION標籤。
從5.0開始，javadoc的@deprecated（代表不建議使用的方法或類別）也被Annotation中的@Deprecated取代；另外，使用Java實作SOP的AspectJ與Spring也使用了大量的Annotation。
```
 
// JDK 1.4

 
/**

  * @todo to be implemented

  **/

 
void
 
gimmeSomeLoving
()
 
{

   
throw
 
new
 
Exception
(
"not implemented"
);

 
}

```

```
 
// JDK 1.5

 
@todo
 

 
void
 
gimmeSomeLoving
()
 
{

   
throw
 
new
 
Exception
(
"not implemented"
);

 
}

```

### 枚举类型（enum）
枚举类型也是J2SE 5.0的新功能。過去Java認為enum的關鍵字是不必要的功能，因為用public static int field就可以取代enum，因此過去一直不用。J2SE 5.0中的class如果是enum，在class file中會被貼上一個ACC_ENUM標籤。
Enum 一般用来表示一组相同类型的常量。如性别、日期、月份、颜色等。对这些属性用常量的好处是显而易见的，不仅可以保证单例，且比较时候可以用 “==” 来替换 equals 。是一种好的习惯。 JDK1.5 之前没有 Enum 这个类型，那时候一般用接口常量来替代。Java有了Enum 之后，可以更贴近的表示这种常量。
```
 
// JDK 1.4

 
class
 
JavaTech
 
{

        
public
 
static
 
final
 
int
 
J2ME
 
=
 
1
;

        
public
 
static
 
final
 
int
 
J2SE
 
=
 
2
;

        
public
 
static
 
final
 
int
 
J2EE
 
=
 
3
;

 
}

```

```
 
// JDK 1.5

 
public
 
enum
 
NewJavaTech
 
{

        
J2ME
,
 
J2SE
,
 
J2EE

 
}

```

### 国际化
Java语言严格区分字节和字符。字符的存储格式为UCS-2，也就是只能使用位於基本多文種平面的字元，从Java 5开始支持UTF-16字符。
另外，從5.0開始Java的程式也開始可以使用Unicode字元進行命名。
下面就是一個合法的Java程式，裡面包含了中文字符作為字串的名稱，這個程式可以在编譯器中通過編譯。
```
public
 
class
 
HelloWorld
 
{

   
private
 
String文本
 
=
 
"HelloWorld"
;

}

```

### 輸入輸出
在jdk1.5及其以後版本中，java.util.Scanner和java.util.Formatter類別被应用到輸入輸出中。另外，也出現了類似C語言的printf()函式。

### foreach迴圈
foreach迴圈，有時又稱forin迴圈，在許多程式語言（包括C#、Ruby、JavaScript）中都有出現，可以直接將一個Array或Map展開，而不必由程式設計師自行檢查邊界，可以有效減少錯誤的機會。
```
 
int
[]
 
array1
 
=
 
{
1
,
 
3
,
 
5
};

 

 
for
(
int
 
i
 
:
 
array1
){
 
// foreach迴圈

     
System
.
out
.
println
(
"Number: "
+
i
);

 
}

```

### 可變長度的引數
長久以來一直有使用者要求加入printf()函式，受限於Java函式必須要有固定引數的限制，始終無法實現，在加入這個功能之後，連帶printf()也變為可能。

### static引入
這個特性允許程式設計師將一個類別中的靜態內容引入到程式中。
```
static
 
import
 
java.lang.System.*
;

public
 
class
 
HelloWorld
 
{

    
public
 
static
 
void
 
main
(
String
 
args
[]
){

        
out
.
println
(
"Hello World."
);

    
}

}

```

## 批評
Java 5.0雖然加入許多的新特性，但為了與舊版本相容，JVM並沒有隨之改變，而僅只是從編譯器動手腳，因而引發許多問題。討論Java語言問題的專書《Java Puzzle》就有專門的篇幅討論5.0之後造成的問題。

### 自動裝箱／拆箱的矛盾
自動裝箱這功能也造成了一些矛盾，例如：
```
 
Integer
 
int1
 
=
 
new
 
Integer
(
1
);

 
Integer
 
int2
 
=
 
new
 
Integer
(
1
);

 

 
System
.
out
.
println
(
int1
 
>=
 
int2
);
  
// 檢查兩者的值（触发了自动拆箱），     true

 
System
.
out
.
println
(
int1
 
<=
 
int2
);
  
// 檢查兩者的值（触发了自动拆箱），     true

 
System
.
out
.
println
(
int1
 
!=
 
int2
);
   
// 檢查兩者的參考位置（没有触发自动拆箱），true！

 
System
.
out
.
println
(
int1
 
==
 
int2
);
  
// 实际为檢查兩者的參考位置，false！ 不能认为这是int值类型间的对比，此时还没有发生自动拆箱行为。

```

### 泛型擦除
和C#，C++的泛型不同，Java的泛型只用在型別檢查，使用的時候還要再做一次轉型和类型检查。泛型信息在编译时会从代码中抹除（只保留作为元数据给反射功能获得），泛型对应的值类型在字节码中为java.lang.Object类型，这是为了降低JVM的修改难度和保证老旧代码的运行兼容。